# Campeonato Mato-Grossense 2015
In 2015 werd het 73ste Campeonato Mato-Grossense gespeeld voor voetbalclubs uit de Braziliaanse staat Mato Grosso. De competitie werd georganiseerd door de FMF en werd gespeeld van 1 februari tot 11 mei. Cuiabá werd de kampioen.

## Eerste fase

### Groep A
| Plaats | Club       | Wed. | W | G | V | Saldo | Ptn. |
| ------ | ---------- | ---- | - | - | - | ----- | ---- |
| 1.     | Operário   | 8    | 4 | 1 | 3 | 12:10 | 13   |
| 2.     | Poconé     | 8    | 4 | 0 | 4 | 13:12 | 12   |
| 3.     | Luverdense | 8    | 2 | 3 | 3 | 7:8   | 9    |
| 4.     | Mixto      | 8    | 2 | 3 | 3 | 9:11  | 9    |
| 5.     | Sinop (1)  | 8    | 3 | 3 | 2 | 8:8   | 8    |

 (1): Sinop verloor vier punten voor het opstellen van drie niet-speelgerechtigde spelers 
|  | Geplaatst voor tweede fase |

### Groep B
| Plaats | Club          | Wed. | W | G | V | Saldo | Ptn. |
| ------ | ------------- | ---- | - | - | - | ----- | ---- |
| 1.     | Cuiabá        | 8    | 5 | 3 | 0 | 10:1  | 18   |
| 2.     | Dom Bosco     | 8    | 3 | 1 | 4 | 8:10  | 10   |
| 3.     | Rondonópolis  | 8    | 2 | 3 | 3 | 10:8  | 9    |
| 4.     | Cacerense (1) | 8    | 2 | 2 | 4 | 10:17 | 0    |
| 5.     | União (2)     | 8    | 2 | 3 | 3 | 9:11  | −7   |

 (1): Cacerense verloor acht punten voor het opstellen van drie niet-speelgerechtigde spelers 

 (2): União verloor zesiten punten voor het opstellen van tien niet-speelgerechtigde spelers 
|  | Geplaatst voor tweede fase |

## Tweede fase

### Groep C
| Plaats | Club       | Wed. | W | G | V | Saldo | Ptn. |
| ------ | ---------- | ---- | - | - | - | ----- | ---- |
| 1.     | Luverdense | 6    | 4 | 2 | 0 | 10:6  | 14   |
| 2.     | Operário   | 6    | 3 | 0 | 3 | 5:6   | 9    |
| 3.     | Poconé     | 6    | 0 | 1 | 5 | 5:11  | 1    |

|  | Geplaatst voor derde fase |

### Groep D
| Plaats | Club         | Wed. | W | G | V | Saldo | Ptn. |
| ------ | ------------ | ---- | - | - | - | ----- | ---- |
| 1.     | Cuiabá       | 6    | 4 | 0 | 2 | 10:7  | 12   |
| 2.     | Rondonópolis | 6    | 3 | 1 | 2 | 9:7   | 10   |
| 3..    | Dom Bosco    | 6    | 1 | 2 | 3 | 4:6   | 5    |

|  | Geplaatst voor derde fase |

## Derde fase
In geval van gelijkspel worden er strafschoppen genomen, tussen haakjes weergegeven. 
|  | Halve finale | Halve finale | Halve finale |   |          | Finale | Finale | Finale |
|  |              |              |              |   |          |        |        |        |
|  | Luverdense   | 2            | 1 (4)        |   |          |        |        |        |
|  | Operário     | 1            | 2 (5)        |   |          |        |        |        |
|  | Operário     | 1            | 2 (5)        |   | Operário | 0      | 1      |        |
|  |              |              |              |   | Operário | 0      | 1      |        |
|  |              | Cuiabá       | 1            | 1 |          |        |        |        |
|  | Cuiabá       | Cuiabá       | 1            | 1 | 2        | 3      |        |        |
|  | Cuiabá       |              |              |   | 2        | 3      |        |        |
|  | Rondonópolis | 0            | 0            |   |          |        |        |        |

Details finale
|            |          |            |        |                        |
| 3 mei Heen | Operário | 0 – 1      | Cuiabá | Arena Pantanal, Cuiabá |
| 3 mei Heen |          | 52' Kaíque |        | Arena Pantanal, Cuiabá |

| Operário | Cuiabá |

|              |                 |       |                |                        |
| 11 mei Terug | Cuiabá          | 1 – 1 | Operário       | Arena Pantanal, Cuiabá |
| 11 mei Terug | Raphael Luz 43' |       | 63' Éder Grilo | Arena Pantanal, Cuiabá |

### Kampioen
| Campeonato Mato-Grossense de 2015 |
| Mato-Grosso                       |
| --------------------------------- |
| CUIABÁ Kampioen (6° titel)        |